# Jaguajir pintoi
Espèce
Synonymes
- Rhopalurus pintoi Mello-Leitão, 1932
- Rhopalurus piceus Lourenço & Pinto-da-Rocha, 1997
- Rhopalurus pintoi kourouensis Lourenço, 2008

Jaguajir pintoi est une espèce de scorpions de la famille des Buthidae.

## Distribution
Cette espèce se rencontre au Brésil au Roraima, au Pará et en Amazonas, au Guyana et en Guyane.
Sa présence au Venezuela dans l'État de Bolívar est incertaine.

## Description
Les mâles mesurent de 77 à 88 mm et les femelles de 84 à 91 mm.
Le mâle holotype de Jaguajir pintoi kourouensis mesure 89,7 mm.

## Liste des sous-espèces
Selon The Scorpion Files (29/12/2020) :
- Jaguajir pintoi pintoi (Mello-Leitão, 1932)
- Jaguajir pintoi kourouensis (Lourenço, 2008) de Guyane

## Systématique et taxinomie
Cette espèce a été décrite sous le protonyme Rhopalurus pintoi par Mello-Leitão en 1932. Elle est placée dans le genre Jaguajir par Esposito, Yamaguti, Souza, Pinto-da-Rocha et Prendini en 2017.

## Étymologie
Cette espèce est nommée en l'honneur de Cezar Pinto.

## Publication originale
- Mello-Leitão, 1932 : « Notas sobre Escorpiões Sul-Americanos. » Archivos do Museu Nacional, Rio de Janeiro, vol. 34, p. 9–46.
- Lourenço, 2008 : « The geographic pattern of distribution of the genus Rhopalurus Thorell, 1876 in the Guayana-Amazon region (Scorpiones: Buthidae). » Euscorpius, no 73, p. 1-14 (texte intégral).